# Hold On (canción de Michael Bublé)
«Hold On» es una canción por el cantante jazz canadiense Michael Bublé. Fue lanzada como el segundo sencillo de su álbum Crazy Love en América, también como el quinto sencillo en todo el mundo. El sencillo fue lanzado en América en enero de 2010, y en todo el mundo fue lanzado en marzo de 2011. La canción debutó en la radio británica en Magic 105.4 FM en noviembre de 2010.

## Vídeo musical
El vídeo para la canción se estrenó el 28 de febrero de 2011.

## Lista de canciones
Descarga digital.
1. "Hold On" - 4:05
2. "Miss This Feeling" - 4:12

Sencillo CD
1. "Hold On" (JR Rotem Mix) - 3:51
2. "Hold On" (Chris Lord Alge Radio Mix) - 4:07
3. "Hold On" (UK Radio Mix) - 4:08
4. "Hold On" (Álbum Versión) - 4:05

## Listas
| Lista (2009/2010)                       | Posición máxima |
| --------------------------------------- | --------------- |
| Dutch Top 40 Tipparade (Bubbling Under) | 5               |
| UK Singles Chart                        | 72              |
| U.S. Billboard Adult Contemporary       | 18              |